# هالمینیا
هالمینیا (به لاتین: Halminiya) یک منطقهٔ مسکونی در سری‌لانکا است که در استان مرکزی (سری‌لانکا) واقع شده‌است.